# Kevin McNally
Kevin Robert McNally (født 27. april 1956 i Bristol) er en britisk skuespiller, som har arbejdet med fjernsyn og film, og ligeledes på teaterscenen. Han er bedst kendt for sin rolle, Joshamee Gibbs i Pirates of the Caribbean-filmene. 

## Liv og karriere
Født i Bristol og opvokset i Birmingham, hvor han gik på "Redhill Junior School" i Hay Mills og "Mapledene Primary School" i Sheldon. Han gik derefter på "Central Grammar School for Boys" på "Birmingham Repertory Theatre" i Bordesley Green. Hans første professionelle job fik han som 16-årig, mens han stadig gik på "Birmingham Repertory Theatre". I 1973 vandt han et stipendium til "Royal Academy of Dramatic Art" (RADA), hvor han i 1975 modtog "Best Actor Bancroft Gold Medal" for hans skuespil. 
McNally bor i Chiswick, London sammen med skuespilleren Phyllis Logan og deres to børn.

## Udvalgt filmografi

### Film
| År   | Titel                                           | Rolle             |
| ---- | ----------------------------------------------- | ----------------- |
| 1977 | The Spy Who Loved Me                            | HMS Ranger Sømand |
| 1980 | Farlig fredag                                   | Ung irer          |
| 1987 | Cry Freedom                                     | Ken               |
| 1997 | Spice World                                     | Politimand        |
| 1998 | Sliding Doors                                   | Paul              |
| 1999 | Entrapment                                      | Haas              |
| 2001 | Conspiracy                                      | Martin Luther     |
| 2001 | High Heels and Low Lifes                        | Mason             |
| 2003 | Johnny English                                  | premierminister   |
| 2003 | Pirates of the Caribbean: Den Sorte Forbandelse | Joshamee Gibbs    |
| 2004 | De-Lovely                                       | Gerald Murphy     |
| 2004 | The Phantom of the Opera                        | Joseph Buquet     |
| 2005 | Irish Jam                                       | Lord Hailstock    |
| 2006 | Pirates of the Caribbean: Død Mands Kiste       | Joshamee Gibbs    |
| 2006 | Scoop                                           | Mike Tinsley      |
| 2007 | Pirates of the Caribbean: Ved Verdens Ende      | Joshamee Gibbs    |
| 2009 | Valkyrie                                        | Carl Goerdeler    |
| 2015 | The Man Who Knew Infinity                       | Percy MacMahon    |
| 2017 | Pirates of the Caribbean: Salazar's Hævn        | Joshamee Gibbs    |

### Tv-serier
| År        | Titel                           | Rolle                 |
| --------- | ------------------------------- | --------------------- |
| 1976      | Jeg, Claudius                   | Castor                |
| 1977      | Poldark sæson 2                 | Drake Carne           |
| 1984      | Doctor Who ("The Twin Dilemma") | Hugo Lang             |
| 1997-1999 | Dad                             | Alan Hook             |
| 2002      | Shackleton                      | Kaptajn Frank Worsley |
| 2002      | Spooks                          | Robert Osborne        |
| 2007      | Life on Mars                    | Supt. Harry Woolf     |

Andre tv-produktioner inkluderer: Z-Cars, Survivors, The Duchess of Duke Street, The Bill, Casualty, The New Statesman, Murder Most Horrid og Midsomer Murders.

## Udvalgte teaterroller
| Titel               | Rolle          | Teater           | Note(r)                                       |
| ------------------- | -------------- | ---------------- | --------------------------------------------- |
| Boeing Boeing       | Bernard        | Comedy Theatre   |                                               |
| The Lady in the Van | Alan Bennett 2 | Queen's Theatre  | Spillede overfor Maggie Smith og Alan Bennett |
| Naked               | Grotti         | Almeida Theatre  | Spillede overfor Juliette Binoche             |
| Dead Funny          | Richard        | Savoy Theatre    |                                               |
| The Iceman Cometh   | Paritt         | National Theatre |                                               |